# لئا دانیلسون-یرگ
لئا دانیلسون-یَرگ (به استونیایی: Lea Danilson-Järg) (زاده ۲۷ نوامبر ۱۹۷۷). وی از ژوئیه ۲۰۲۲ تا آوریل ۲۰۲۳ وزیر دادگستری استونی بوده.